# روي تشوي
روي تشوي (هانغل: 로이 최) هو طاهي وشخصية أعمال كوري الجنوبي، ولد في 24 فبراير 1970 في سول في كوريا الجنوبية.

## وصلات خارجية
- الموقع الرسمي